# إيناغه-كو
إيناغه وارد (باليابانية: 稲毛区) هو حي في اليابان، يقع في تشيبا، بلغ عدد سكانه 161,007 نسمة وذلك حسب إحصائيات سنة 2018، تبلغ مساحته 21.22 كيلومتر مربع.

## أعلام
- ريو كاواشيما
- ماساهيرو كاواساكي